# Жовтневий район (Одеська область)
Жовтневий район (колишній Петровірівський район) — район УРСР. Існував з 1923 по 1959 роки. Центром району було село Жовтень (до 1927 року — Петровірівка).

## Історія
Утворений 7 березня 1923 як Демидівський район з центром у Демидові у складі Одеської округи Одеської губернії з Демидівської, Степанівської, Петровірівської і Нойфредентальської (Маринівської) волостей.
Перейменований на Петроверівський р-н у 1925 році.
21 вересня 1928 райцентр перейменований на Жовтень, район на Жовтневий.
Після ліквідації округ 15 вересня 1930 райони передані в пряме підпорядкування УСРР..
З 27 лютого 1932 у складі Одеської області.
17 лютого 1935:
- Олександрівська, Григор'ївська, Мар'янівська, Ширяївська, Ульянівська, Старо-Маяцька, Осинівська сільські ради перейшли до складу новоствореного Ширяївського району.
- приєднані Шабельницька та Журівська сільради Андрієво-Іванівського району.

25 серпня 1936 Журавська сільська рада перейшла до складу Андрієво-Іванівського району.
13 червня 1950 р. ліквідована Веснянська сільрада, включивши с. Весняне до складу Катерино-Платонівської сільради Жовтневого р-ну (згодом с. Весняне (Фрілінг) включено в смугу с. Ганно-Покровка).
Ліквідований 21 січня 1959 року, територія перейшла до складу Березівського, Цебриківського і Ширяївського районів.